# Dinastía téispida
Los Teíspidas (descendientes de Teispes, en persa:  چیشپیشیان) (c. mediados del siglo VII a. C.-522 a. C.) fueron una rama de la dinastía aqueménida que gobernó originalmente el sur de Zagros, en la antigua Anshan. El reino de la dinastía se amplió más tarde bajo Ciro II, que conquistó una vasta zona en Asia Occidental, fundando lo que más tarde se conoció como el Imperio aqueménida bajo Darío I. El titulario de los teíspidas se recoge en el Cilindro de Ciro, en el que Ciro II se identifica a sí mismo y a sus antepasados con el título de Rey de Anshan, como tradición elamita. Siendo Teispes el antepasado epónimo y fundador, la dinastía incluía además a Ciro I, Cambises I, Ciro II, Cambises II y Bardiya.
Anshan formó parte del reino elamita durante el segundo milenio a. C. Durante el período neoelamita, el reino se debilitó y Anshan pasó a depender menos del reino, ya que los reyes neoelamitas no pudieron hacer valer su autoridad sobre Anshan, y un gran número de iranios se trasladaron a la región. En el año 646 a. C., la capital elamita de Susa fue saqueada por el Imperio neoasirio y el reino elamita desapareció. En algún momento del VII, Anshan se convirtió en su propio reino independiente bajo Teispes. Pierre Briant sitúa la formación del reino de Anshan en este contexto, y data la ascensión de Teispes a la realeza hacia el 635 a. C.
El Cilindro de Ciro, un texto babilónico, contiene la genealogía más antigua de los reyes de Anshan. Establece la línea de reyes hasta Ciro II el Grande como Teispes-Ciro I-Cambises I-Ciro II, y establece que todo su dominio antes de Ciro II el Grande era Anshan, identificado como la llanura cerca de Marvdasht en la provincia de Fars. No se menciona a Aquemenes, que según una genealogía posterior proporcionada por Darío I en la Inscripción de Behistún era el padre de Teispes y el primer rey de Anshan.
La línea de los Teíspidas fue sucedida por los aqueménidas y Darío I se hizo con el trono, tras matar a los últimos miembros de los teíspidas. Según Maria Brosius y Bruce Lincoln, Darío trató de construir un linaje a través de la ascendencia común a los reyes teíspidas para legitimar su reclamación al trono. Para ello, creó la impresión de que eran aqueménidas. Lo hizo por medio de inscripciones. En las inscripciones de Pasargadae (CMa) presentó a Ciro II como miembro de los aqueménidas. Todas estas inscripciones, que datan de c. 510 a. C., repiten «Yo soy Ciro el Rey, un aqueménida». En la Inscripción de Behistún, Darío creó la imagen de una doble línea de gobernantes reales a través de un antepasado común llamado Teispes, y un antepasado epónimo putativo Aquémenes.